# Krzysztof Lenartowicz
Krzysztof Lenartowicz (ur. 20 lipca 1949 w Zakopanem) – polski pilot samolotowy, absolwent (1973) Wydziału Elektrotechniki AGH w Krakowie.

## Życiorys
Trenować loty szybowcowe zaczął w 1966 roku. W 1968 otrzymał licencję pilota szybowcowego, a w 1970 zaczął latać jako pilot na samolotach sportowych. Równocześnie studiował na Wydziale Elektrotechniki na AGH. Od 1977 roku latał jako pilot na linach krajowych PLL LOT. 
Syn Władysława. Zawodnik Aeroklubu Krakowskiego, indywidualny mistrz świata (1983) i dwukrotny indywidualny mistrz Europy w samolotowym lataniu precyzyjnym, mistrz świata (startując razem z Januszem Darochą) w mistrzostwach rajdowo-nawigacyjnych (1986). Łącznie zdobył 20 medali w mistrzostwach świata i Europy, wielokrotny mistrz Polski. Był jednym z pierwszych polskich pilotów w PLL LOT, którzy w 1989 roku zaczęli latać Boeingami.
W 1985 otrzymał złoty Medal za Wybitne Osiągnięcia Sportowe. W 1994 został odznaczony Złotym Krzyżem Zasługi za zasługi w działalności na rzecz rozwoju sportu lotniczego. 15 listopada 2012 był jednym z czterech pilotów pierwszego rejsu Dreamlinera z Paine Field nieopodal fabryki Boeinga w Everett do Warszawy.

W 2009 roku Międzynarodowa Federacja Lotnicza (FAI) wyróżniła Krzysztofa Lenartowicza Dyplomem Lotnictwa Ogólnego im. Charlesa Lindbergha. Wśród 21 osób na świecie wyróżnionych tym dyplomem, Lenartowicz jest pierwszym Polakiem.